# Joaquim Pimenta de Castro
Joaquim Pereira Pimenta de Castro (Pias, Monção, 5 de noviembre de 1846 - Lisboa, 14 de mayo de 1918) fue un militar, ingeniero y político portugués que ocupó durante un breve período los cargos de ministro de la Guerra de Portugal, en 1911, y de presidente de la Consejería en 1915.
Joaquim Pimenta de Castro fue derrocado por un movimiento militar encabezado por Álvaro de Castro. Luego se retiró de la política y escribió un libro defendiendo su administración. Murió poco tiempo después en Lisboa.

## Biografía
Joaquim Pimenta de Castro nació el 5 de octubre de 1846, en Pias, Monção. Comenzó su carrera militar en 1867, graduándose más tarde en Matemáticas por la Universidad de Coímbra.
En 1874 se hizo cargo del rango militar de capitán, alcanzando después el grado de general de brigada. En 1908 fue nombrado comandante de la tercera región militar, en Oporto. También fue asesor del rey Manuel II de Portugal y ocupó otros cargos administrativos a nivel regional.
Mientras ocupaba ese rango militar, se produjo la revolución del 5 de octubre de 1910 que llevó a la proclamación de la República. A pesar del cambio de régimen político, siempre se mantuvo neutral e independiente.
Después de la proclamación de la República el 5 de octubre de 1910, Joaquim Pimenta de Castro fue ministro de la Guerra en el primer gobierno constitucional de João Chagas, entre 3 de septiembre y 7 de noviembre de 1911. Dimitió de su cargo, debido a una de las incursiones monárquicas por Henrique de Paiva Couceiro.
En enero de 1915 se produjo un golpe militar —«el movimiento de las espadas»— contra el gobierno del Partido Democrático liderado por Azevedo Coutinho, que creó un clima de inestabilidad política y la inminencia de una situación nacional turbulenta, la cual sucedería después. Entre las causas de este levantamiento, fueron prominentes la participación de Portugal en la Primera Guerra Mundial, las disputas partidistas, así como acusaciones públicas de que los monárquicos aún dominaban las principales posiciones de mando del ejército portugués.
Por lo tanto, en una carta de 23 de enero de 1915, el presidente de la República, Manuel de Arriaga, en nombre de la vieja amistad que los unía, invitó al general Pimenta de Castro para formar y dirigir un gobierno de unidad nacional, con el objetivo de pacificar y crear condiciones de progreso y de estabilidad en el país. También le pidió que asumiese el cargo de ministro del Interior. El 28 de enero de 1915 se formó el gobierno de Pimenta de Castro, a pesar de que, además de la presidencia de la Consejería, también le fue confiado el liderazgo del Ministerio de la Guerra. Pero su gobierno pronto fue objeto de una fuerte oposición de todo el espectro político, con la excepción del Partido Evolucionista de António José de Almeida y del grupo de Machado Santos.
Sin embargo, Pimenta de Castro comenzó entonces una gobernación dictatorial y autoritaria. El Partido Demócratico (mayoritario en el parlamento) fue uno de los principales objetivos de la persecución, lo que reveló un profundo desprecio de Pimenta de Castro por el orden democrático de la Primera República. Posteriormente, ordenó el cierre del parlamento, que fue ocupado por la policía. El Partido Democrático y otros grupos parlamentarios se reunieron, de una manera revolucionaria, en el Palacio de Mitra, declarando ilegales los actos del gobierno de Pimenta de Castro, así como la presidencia de Manuel de Arriaga. A raíz de estos hechos, Pimenta de Castro suprimió los órganos administrativos del país y perdonó, totalmente y absolutamente, a los monárquicos detenidos por actos terroristas contra la República. Sin embargo, muchos de sus partidarios republicanos (entre los pocos que todavía lo apoyaban, sobre todo en los sectores más conservadores del régimen) rápidamente le retiraron su apoyo. A raíz de la amnistía a los monárquicos, se reabrieron varias células monárquicas, antirrepublicanas, lo que provocó una fuerte antipatía contra el régimen dictatorial de Pimenta de Castro.
En este ambiente de alta tensión, se desencadenó una violenta revuelta en Lisboa, liderada por Álvaro Xavier de Castro en el 14 de mayo de 1915, y la ciudad fue bombardeada por buques desde el río Tajo. Confrontado con el desenlace sangriento de esta rebelión y el deterioro de la situación, el presidente Manuel de Arriaga fue obligado a cesar el gobierno de Pimenta de Castro y João Chagas fue nombrado como su sucesor.
Posteriormente, Joaquim Pimenta de Castro fue detenido junto con su ministro de la Marina, Xavier de Brito, además de Machado Santos. Los tres fueron deportados a Angra do Heroísmo en las Azores. Pimenta de Castro fue obligado a retirarse. Hubo intentos de rehabilitar su carrera política, proponiéndolo como diputado por la circunscripción de Ponta Delgada. Sin embargo, no se logró este objetivo.
Luego se retiró de la vida política y se dedicó a la publicación de un libro con el propósito de su defensa personal y de justificación de su propia acción gubernamental, titulado A Afrontosa Dictadura («La ofensiva dictadura»).
Obtuvo numerosas condecoraciones nacionales e internacionales y también formó parte del Consejo Supremo de Defensa Nacional, como oficial del Ejército.
Joaquim Pimenta de Castro murió en Lisboa, el 14 de mayo de 1918.